# 箕島村
箕島村（みしまむら）は、岡山県都窪郡にあった村。現在の岡山市南区の一部にあたる。

## 地理
笹ヶ瀬川と足守川の合流点の西に位置していた。

## 歴史
- 江戸時代は宇喜多氏の支配を経て、慶長5年（1600年）から旗本花房氏領[1]。
- 1889年（明治22年）6月1日、町村制の施行により、都宇郡箕島村が単独で村制施行し、箕島村が発足[2][1]。大字は編成せず[1]。
- 1900年（明治33年）4月1日、郡の統合により都窪郡に所属[2][1]。
- 1902年（明治35年）4月1日、都窪郡妹尾町と合併し妹尾町が存続して廃止された[2][1]。合併後、妹尾町大字箕島となる[1]。

## 産業
- 農業[1]